# Гамбіт Бледова
Гамбіт Бледова — шаховий дебют, різновид прийнятого королівського гамбіту, що починається ходами:
1. e2-e4 e7-e5 2. f2-f4 e5:f4 3. Сf1-c4 d7-d5.
Дебют названий по імені німецького шахіста XIX століття Людвіга Бледова.
У шаховій літературі хід 3. ... d7-d5 визнається солідним продовженням, що дозволяє чорним розраховувати на рівну гру, в той же час сучасна теорія найкращим в даній позиції вважає хід 3. ... Кg8-f6.
Як правило, гамбіт Бледова веде до складної боротьби зі взаємними можливостями.

## Варіанти

### Продовження 4. Сc4:d5
- 4. …c7-c6 — варіант Андерсена.
- 4. …Кg8-f6 — варіант Морфі.
- 4. …Фd8-h4+ 5. Крe1-f1
  - 5. …g7-g5 6. g2-g3 — варіант Гіффорда.
  - 5. …Cf8-d6 — варіант Борена — Свеноніуса

### Продовження 4. e4:d5
- 4. …Фd8-h4+ 5. Крe1-f1 Cf8-d6 6. Кb1-c3 Кg8-e7 7. Кc3-e4
- 4. …Кg8-f6 5. Кb1-c3 Cf8-d6 6. Фd1-e2+
  - 6. …Фd8-e7
  - 6. …Сd6-e7
  - 6. …Крe8-f7

## Приклади
- Корнфельд — Цукерторт, Познань, 1865

1. e2-e4 e7-e5 2. f2-f4 e5:f4 3. Сf1-c4 d7-d5 4. Сc4:d5 Кg8-f6 5. Кb1-c3 Сf8-b4 6. Кg1-e2 c7-c6 7. Сd5-b3 Сc8-g4 8. d2-d3?! Кf6:e4! 9. d3:e4 Фd8-h4+ 10. Крe1-f1? (лучше 10. Крe1-d2) 10. …f4-f3! 11. g2:f3 Сg4-h3+ 12. Крf1-g1 Сb4-c5+ 13. Кe2-d4 Сc5:d4+ 14. Фd1:d4 Фh4-e1х
- Вестеринен — Францен, Белград, 1988

1. e2-e4 e7-e5 2. f2-f4 e5:f4 3. Сf1-c4 d7-d5 4. e4:d5 Фd8-h4+ 5. Крe1-f1 f4-f3? 6. Сc4-b5+ c7-c6 7. Кg1:f3 Фh4-h5 8. Фd1-e2+ Сf8-e7 9. d5:c6 Кb8:c6 10. Кf3-e5 Фh5-f5+ 11. Крf1-e1 Фf5:c2? 12. Кb1-c3 Сc8-d7 13. Кe5:c6 Сd7:c6 14. Сb5-d3! Сc6:g2 15. Лh1-g1 1-0. Чорні втрачають ферзя.